# Красимира Зафирова
Красимира Зафирова е българска поетеса.

## Биография
Родена е през 1957 г. в Перник. Следва Източни култури в Нов български университет. Живее и работи в Перник.
Член е на Съюза на българските писатели и на Менса.
Има публикации във вестниците „Култура“, „Капитал“, „Труд“, „Сега“ и „Литературен вестник“, както и в списанията „Съвременник“, „Пламък“, „Везни“, „Алтера“ и „Театър“, а също и многобройни публикации и преводи на чужди езици.

## Награди
- Награда от конкурса „Веселин Ханчев“ (1990)
- Националната награда „Мара Белчева“ - Севлиево (1993)
- „Златоструй“ (1994)
- Първа награда в Националния конкурс на Ордена на трубадурите средиземноморци (1999)
- Първа награда в есеистичния национален конкурс на програма „Христо Ботев“ на БНР (2001)
- Националната награда „Иван Николов“ (2001)
- Специална награда в хайку-конкурс – Благоевград (2008)